# 费米环形山
费米环形山（英語：Fermi）是月球背面南半球一座古老的大撞击坑，约形成于前酒海纪，其名称取自意大利物理学家恩里科·费米(1901年-1954年)，1970年被国际天文学联合会正式批准接受。

## 描述

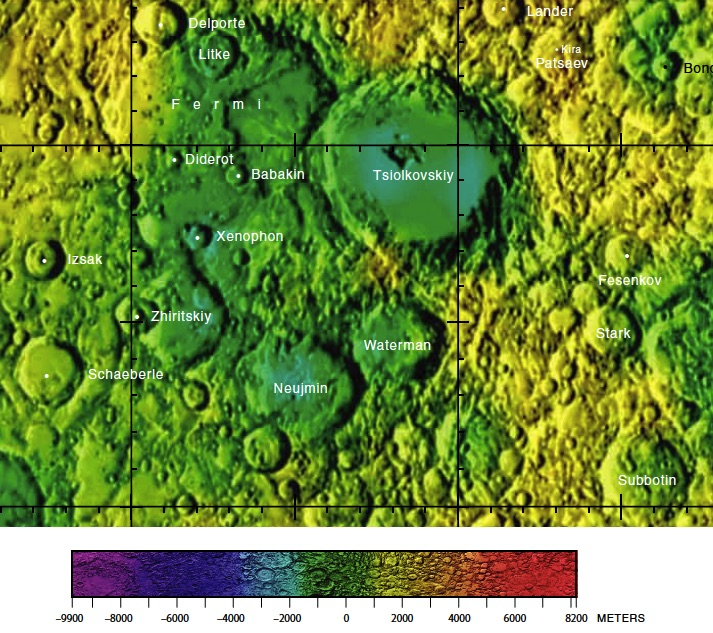
费米环形山周边图，月球背面详图

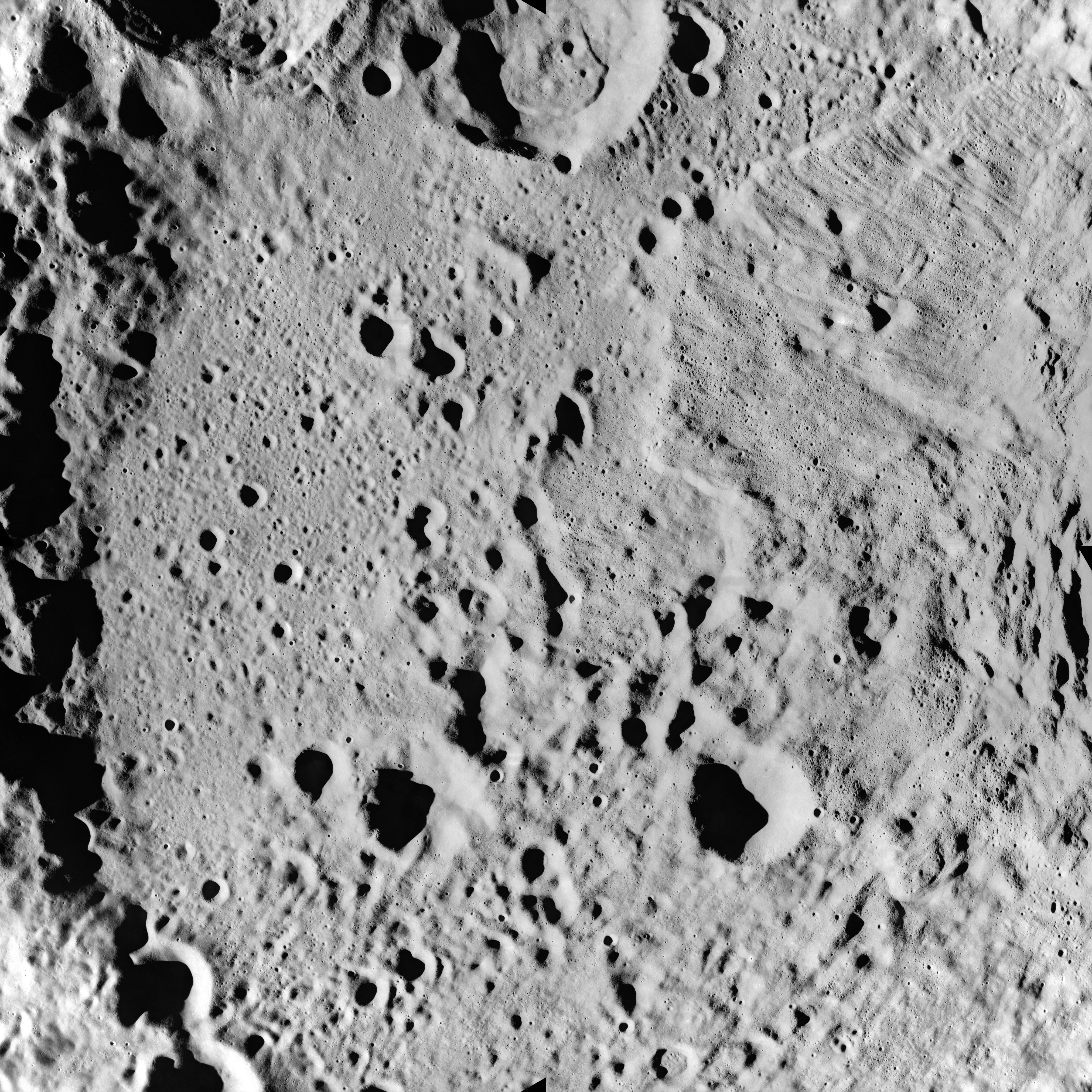
阿波罗17号测绘相机拍摄的坑内图

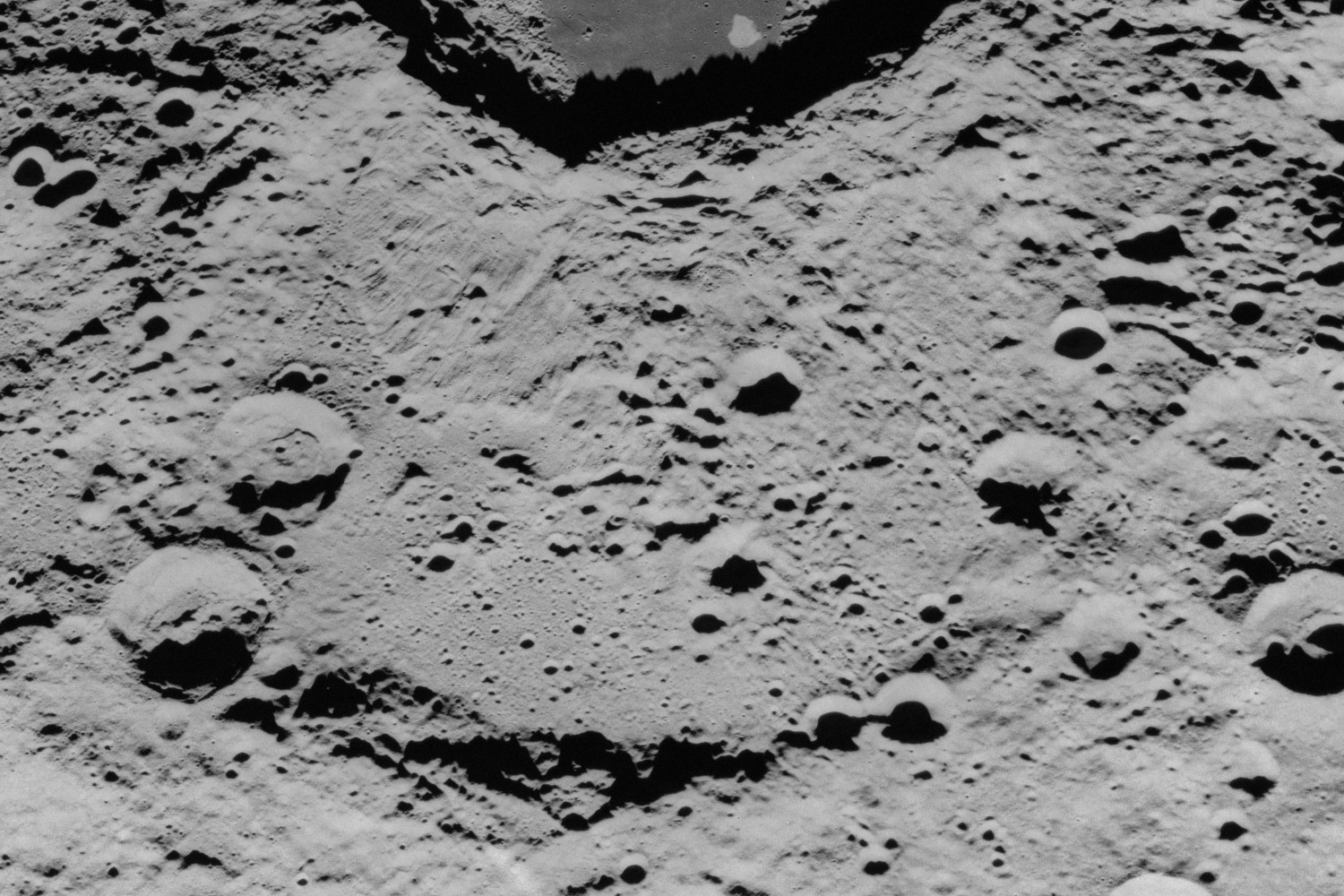
阿波罗17号拍摄的朝东斜视照

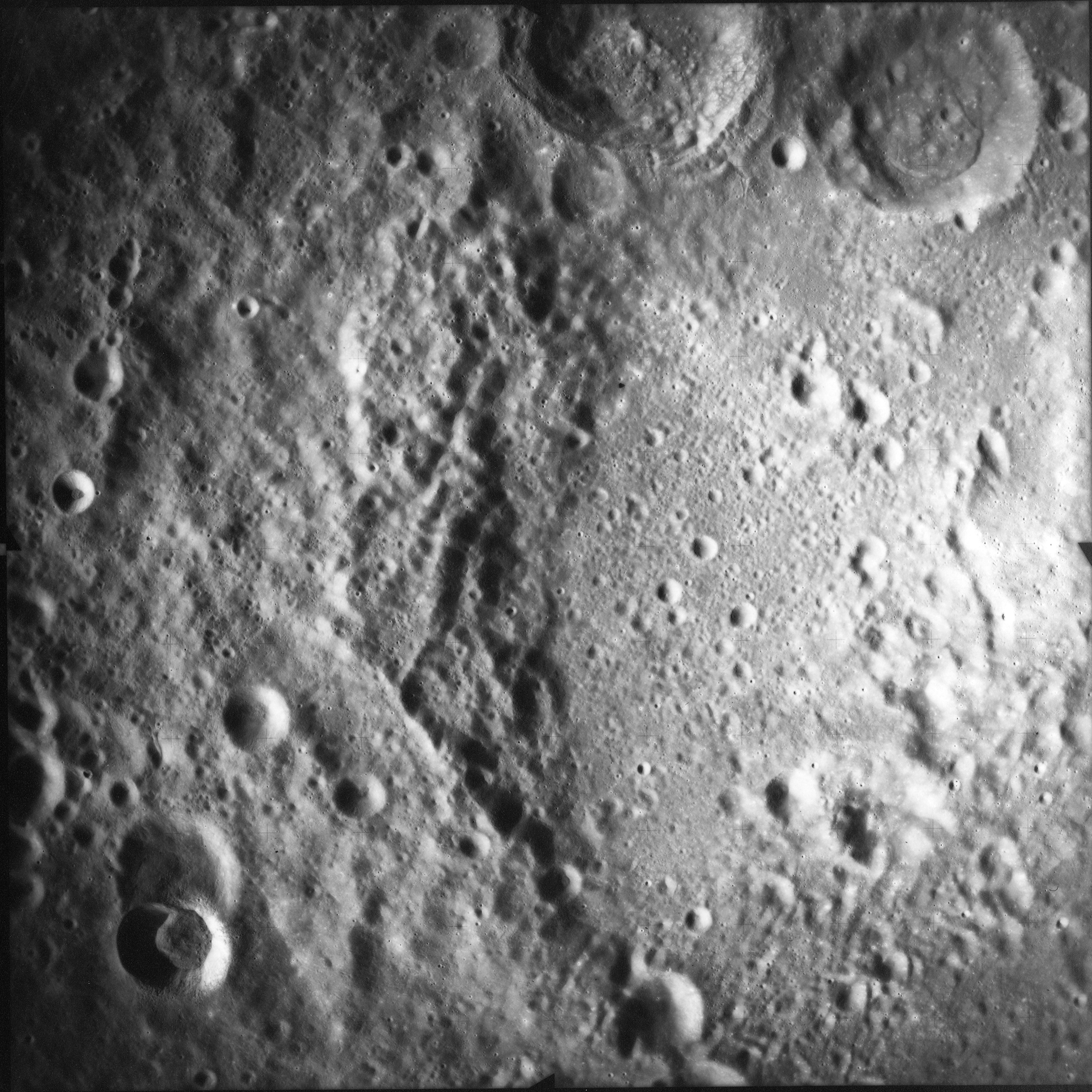
阿波罗15号拍摄的费米环形山

费米环形山的东侧覆盖着齐奥尔科夫斯基环形山，而另一侧，西北偏西紧挨着孔德拉秋克环形山；丹戎环形山位于它的北面；西南和西南偏南分别横亘着伊扎克陨石坑和日里茨基陨石坑；东南则是诺伊明环形山和沃特曼环形山。费米环形山西北壁上横跨着大撞击坑-德尔波特陨石坑，它的坑内北部坐落着利特克陨石坑、南部分别有狄德罗陨石坑和巴巴金陨石坑，而色诺芬陨石坑则嵌入在它的南侧内坡上
。该环形山直径241.41公里，深度为3.12公里。
该环形山外观呈多边形状，因存续期漫长而明显损毁。外侧壁已磨损夷平，大部分侧壁上都覆盖有许多大小不同的撞击坑，北侧壁保存最完整，但南侧壁几乎已消失，与周边地形基本混为一体。齐奥尔科夫斯基环形山的形成明显改变它的地貌形态，导致坑底产生了无数道与齐奥尔科夫斯基环形山西侧壁相平行的沟壑和山脊，坑底地表上布满齐奥尔科夫斯基环形山形成时喷发出的溅射物；坑底西北部虽然较为平坦，但也覆盖了众多细小的陨坑；在月面坐标18°42′S 117°41′E / 18.7°S 117.68°E处，
有一道南北走向的崖壁或细长的高地，部分观察者认为所看到的是一艘外星飞船，但实际上这只是一种幻想性错觉。
费米环形山与相交的齐奥尔科夫斯基环形山不一样，其坑底表面并未覆盖幽暗的玄武岩熔岩。因此，它与周边崎岖而破损的地貌几乎没有区别。如果该环形山位于月球正面，它也是肉眼可视的最大陨石坑之一，其尺寸大致类似于坐落在西南偏西数百公里处的洪堡环形山。

## 另请参阅
- Andersson, L. E.; Whitaker, E. A. . NASA RP-1097. 1982.
- Blue, Jennifer. . USGS. July 25, 2007  [2007-08-05]. （原始内容存档于2015-05-26）.
- Bussey, B.; Spudis, P. . New York: Cambridge University Press. 2004. ISBN 978-0-521-81528-4.
- Cocks, Elijah E.; Cocks, Josiah C. . Tudor Publishers. 1995. ISBN 978-0-936389-27-1.
- McDowell, Jonathan. . Jonathan's Space Report. July 15, 2007  [2007-10-24]. （原始内容存档于2015-01-12）.
- Menzel, D. H.; Minnaert, M.; Levin, B.; Dollfus, A.; Bell, B. . Space Science Reviews. 1971, 12 (2): 136–186. Bibcode:1971SSRv...12..136M. doi:10.1007/BF00171763.
- Moore, Patrick. . Sterling Publishing Co. 2001. ISBN 978-0-304-35469-6.
- Price, Fred W. . Cambridge University Press. 1988. ISBN 978-0-521-33500-3.
- Rükl, Antonín. . Kalmbach Books. 1990. ISBN 978-0-913135-17-4.
- Webb, Rev. T. W.  6th revised. Dover. 1962. ISBN 978-0-486-20917-3.
- Whitaker, Ewen A. . Cambridge University Press. 1999. ISBN 978-0-521-62248-6.
- Wlasuk, Peter T. . Springer. 2000. ISBN 978-1-85233-193-1.